# Richard Breitenfeld
Richard Breitenfeld (Reichenberg, 13 ottobre 1869 – Terezín, 16 dicembre 1942) è stato un baritono tedesco.

## Biografia

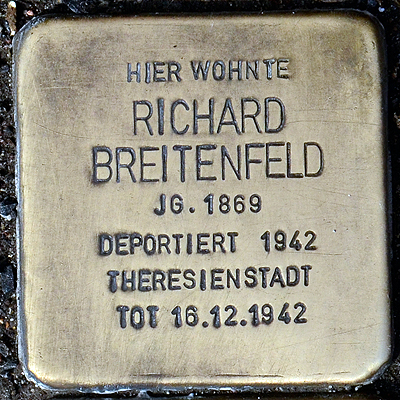
Pietre d'inciampo in sua memoria a Francoforte

Nato in una famiglia ebraica nella Boemia settentrionale (odierna Repubblica Ceca), lavorò per qualche anno come operaio mentre studiava canto con Johann Reß. Fece il suo debutto sulle scene nel 1897 cantando nel ruolo del Conte di Luna ne Il trovatore. Nel 1899 esordì alla Wiener Staatsoper come Tonio in Pagliacci.
Nel 1902 cantò nella prima mondiale del Die Pompadour di Emanuel Moor e fu scritturato dall'Oper Frankfurt. Breitenfeld era uno dei sei cantanti ebrei scritturati alla compagnia e nei suoi trent'anni a Francoforte sul Meno cantò ruoli principali quali Rigoletto, Figaro ne Le nozze di Figaro, Scarpia in Tosca, Iago in Otello e gli eponimi protagonisti in Tannhäuser, Eugenio Onegin e L'olandese volante.
Tra i maggiori heldenbaritone tedeschi della sua generazione, nel 1903 esordì al Festival di Bayreuth, mentre nel 1905 cantò ad Amsterdam nella prima nazionale del Parsifal nel ruolo di Amfortas. Nel 1912 cantò nella prima assoluta di Obsert Chabert di Hermann Wolfgang von Waltershausen e Der ferne Klang di Franz Schreker; ai primi anni 1910 risalgono anche le sue incisioni discografiche con Odeon e His Master's Voice. Nel 1917 fu Kurwenal nel Tristano e Isotta all'Opernhaus Zürich. 
La grave miopia pose fine alla sua carriera e diede il suo addio alle scene il 18 dicembre 1932 come Tonio in Pagliacci. La sua pensione fu ridotta delle leggi razziali nel 1933 e poi ancora nel 1941, costringendo lui e la moglie Olga (con cui era sposato dal 1905) prima a vendere parte del mobilio e poi a trasferirsi altrove. Il 1º settembre 1942 i coniugi Breitenfeld furono deportati nel campo di concentramento di Theresienstadt, dove Olga morì l'8 ottobre e Richard il 16 dicembre.
È commemorato con una pietra d'inciampo davanti alla sua casa a Francoforte.